# Heliotropium hintonii
Heliotropium hintonii är en strävbladig växtart som först beskrevs av Ivan Murray Johnston, och fick sitt nu gällande namn av Ivan Murray Johnston. Heliotropium hintonii ingår i Heliotropsläktet som ingår i familjen strävbladiga växter. Inga underarter finns listade i Catalogue of Life.